# خاچیک پطروسیان
خاچیک بوریسی پطروسیان (ارمنی: Խաչիկ Բորիսի Պետրոսյան؛ زادهٔ ۱ نوامبر ۱۹۷۴) یک سیاستمدار اهل ارمنستان است که از تاریخ ۲۰۰۳ تا تاریخ ۲۰۱۲ سمت نمایندگی دوره‌های سوم و چهارم مجلس ملی جمهوری ارمنستان را برعهده داشت.

## زندگی‌نامه
در ۱ نوامبر ۱۹۷۴ در سوان به دنیا آمد و از دانشگاه دولتی مسکو فارغ‌التحصیل شد. .